# Carole Gray
Carole Grey (sinh năm 1938 tại Bulawayo, Rhodesia (ngày nay là người Zimbabwe) là một cựu vũ công và nữ diễn viên đã biểu diễn đặc biệt trong nhạc kịch West End vào những năm 1960. Bà đến Anh năm 1956 và bắt đầu sự nghiệp diễn xuất 12 năm của mình. trong loạt phim truyền hình như The Avengers, và thực hiện bộ phim đáng chú ý đầu tiên của bà là bạn gái của Cliff Richard, Toni trong The Young Ones (1961). Sau đó, bà xuất hiện chủ yếu trong các bộ phim kinh dị, như Curse of the Fly, Devils of Darkness, và Island of Terror, và được đặt biệt danh là "Nữ hoàng Scream".. Năm 1968, bà trở lại Châu Phi nơi bà xuất hiện trên sân khấu trong các vở kịch như Harvey, năm 1968, Fiddler on the Roof, năm 1969, và Taubie Kushlick sản xuất No, No, Nanette tại Nhà hát Alexander, Johannesburg, năm 1972.

## Cuộc sống cá nhân
Carole kết hôn với người chồng đầu tiên, Peter Graham Du Toit, vào tháng 12 năm 1957. Sau khi họ ly hôn, cuộc hôn nhân thứ hai của bà là người thừa kế kim cương Douglas Cullinan.

## Phim trường một phần
- Hoàng tử và Showgirl (1957) - Vũ công (không được công nhận)
- Những người trẻ tuổi (1961) - Toni
- Rigs of a Simple Man (1964) - Y tá quận
- Ác quỷ bóng tối (1965) - Tania
- Lời nguyền của con ruồi (1965) - Patricia Stanley
- Đấu tay đôi tại Sundown (1965) - Nancy Greenwood
- Đảo khủng bố (1966) - Toni Merrill
- bà dâu của Fu Manchu (1966) - Michel Merlin
- Oh! What a Lovely War (1969) - bà gái hợp xướng (chưa được công nhận) (vai diễn cuối cùng của bộ phim)